# Serve Dei Simon, tu Francisci proles
Serve Dei Simon, tu Francisci proles (pol. Sługo Boży, Szymonie…) –  krótki epigraf pochwalny po łacinie autorstwa Władysława z Gielniowa, poświęcony pamięci Szymona z Lipnicy.
Utwór zawiera akrostych „SIMON”. Tekst mógł zostać napisany w 1488 z okazji przeniesienia relikwii Szymona z Lipnicy. W opracowaniach występuje także jako Epitafium dla Szymona z Lipnicy.